# Heimlichkeiten (1968)
Heimlichkeiten (späterer Titel: Erinnerungen am Morgen) ist ein deutsch-bulgarischer Spielfilm aus dem Jahre 1968. Unter der Regie von Wolfgang Staudte spielen Karl Michael Vogler und Reinhild Solf ein heimliches Liebespaar im Urlaub.

## Handlung
Die Untersuchung eines Mordes am Schwarzen Meer in Bulgarien – eine Frauenleiche wurde an einem von zahlreichen Touristen aus West und Ost bevölkerten Badestrand angespült – bringen für einige der Strandurlauber zum Teil recht unangenehme Komplikationen mit sich. Die Befragungen zeigen auf, dass so mancher Urlauber Heimlichkeiten hat, die er zu verbergen sucht. So zum Beispiel auch Gisela Stein, die aus der DDR hierher gereist ist, und ihr bundesdeutsches Pendant Walter Riemeck, ein verheirateter Geschäftsmann, der im Westen Berlins lebt. Walter hat sich entschlossen, sich von seiner nichts ahnenden Gattin Margot scheiden zu lassen. Gisela, die Walter vom Flughafen abgeholt hat, lebt hier mit ihm eine Affäre aus, von der niemand etwas wissen soll. Beide haben sich im Hotel als Ehepaar eingetragen. Um glaubwürdig zu erscheinen, hat Walter Margots Pass entwendet, um ihn beim Einchecken von Gisela vorzulegen.
Durch die polizeilichen Untersuchungen droht beider Geheimnis aufzufliegen. Bald packt Walter die Angst, dann regelrechte Panik, die ihn zu einer überstürzten Flucht aus dem Badeort veranlasst. Doch auch andere Gäste haben ihre Heimlichkeiten, so beispielsweise der Bundesbürger Lothar Kunze, der eine tiefbraune Nazi-Vergangenheit hat, und auch der Musiker Jan, der ein in Zeiten des Kalten Krieges nicht unproblematisches Verhältnis mit einer bulgarischen Einheimischen hat. Polizeiinspektor Damjanow geht behutsam bei seinen Ermittlungen vor und macht den Heimlichtuern klar, dass ein Leben mit Betrügereien, Flunkereien und eben Heimlichkeiten auf die Dauer Probleme bringt.

## Produktionsnotizen
Heimlichkeiten wurde im Sommer 1968 an der bulgarischen Schwarzmeerküste in Varna gedreht und lief am 15. November 1968 in den deutschen Kinos an. Ab dem 11. August 1969 konnte man den Film unter dem Titel „Малки тайни“ auch im mitproduzierenden Bulgarien sehen.
Ausstattung, Kostüme und Bauten wurden von Bulgaren geliefert, Frank Brühne assistierte Chefkameramann Wolf Wirth.
Die Dreharbeiten wurden von zahlreichen Imponderabilien begleitet, die die Dreharbeiten erheblich behinderten. So fehlte eines Morgens im August 1968 die gesamte bulgarische Crew: einige von ihnen waren eingezogen worden, um mit anderen Warschauer-Pakt-Soldaten in die Tschechoslowakei einzumarschieren. Das bundesdeutsche Team musste Bulgarien daraufhin so schnell wie möglich verlassen, und Staudte streckte den Film, um ihn auf übliche Kinofilmlänge zu bekommen, mit diversen von Wirth angefertigten Landschaftsaufnahmen. Heimlichkeiten war ein gewaltiger Kassenflop, und Staudte musste bis an sein Lebensende Schulden begleichen, die er für dieses Projekt aufgenommen hatte. Aus diesem Grunde drehte er nach 1968 zahlreiche Auftragsproduktionen für das Fernsehen wie einzelne Folgen beliebter Krimireihen oder Weihnachts-Mehrteiler.

## Kritik
Im Film-Dienst hieß es, Staudte versuche, „die Geschichten nur anzutippen und nicht zu Ende zu erzählen. Verschiedene Handlungsstränge verlaufen zunächst parallel, werden dann miteinander verwoben, der Zuschauer hat Gelegenheit, sich eigene Gedanken zu machen und die Handlung selbst weiterzuführen (…). Staudte ließ Wolf Wirth viele schöne Bilder filmen bis hin zu geschmäcklerischen Naturaufnahmen, aber in der Art der Anordnung der Bilder enthüllt er ihren trügerischen Schein.“

„Ein ambitionierter Unterhaltungsfilm, der in episodisch verschachtelten Handlungssträngen Einsichten in politische Realitäten und menschliche Verhaltensweisen vermittelt. In knappem Erzählstil werden die Geschichten nur angetippt und bewusst nicht zu Ende erzählt. Die Gesellschaftskritik ist leise und äußert sich in Blicken, Gesten und der vorgezeigten Kontaktlosigkeit der Menschen. In der Anordnung der (zuweilen geschmäcklerischen) Bilder enthüllt sich ihr trügerischer Schein: Plötzlich tun sich in ganz normalen Menschen Abgründe auf.“